# Нагачев
Нагачев (укр. Нагачів) — село в Яворовской городской общине Яворовского района Львовской области Украины.
Население по переписи 2001 года составляло 2981 человек. Занимает площадь 3,794 км². Почтовый индекс — 81021. Телефонный код — 3259.

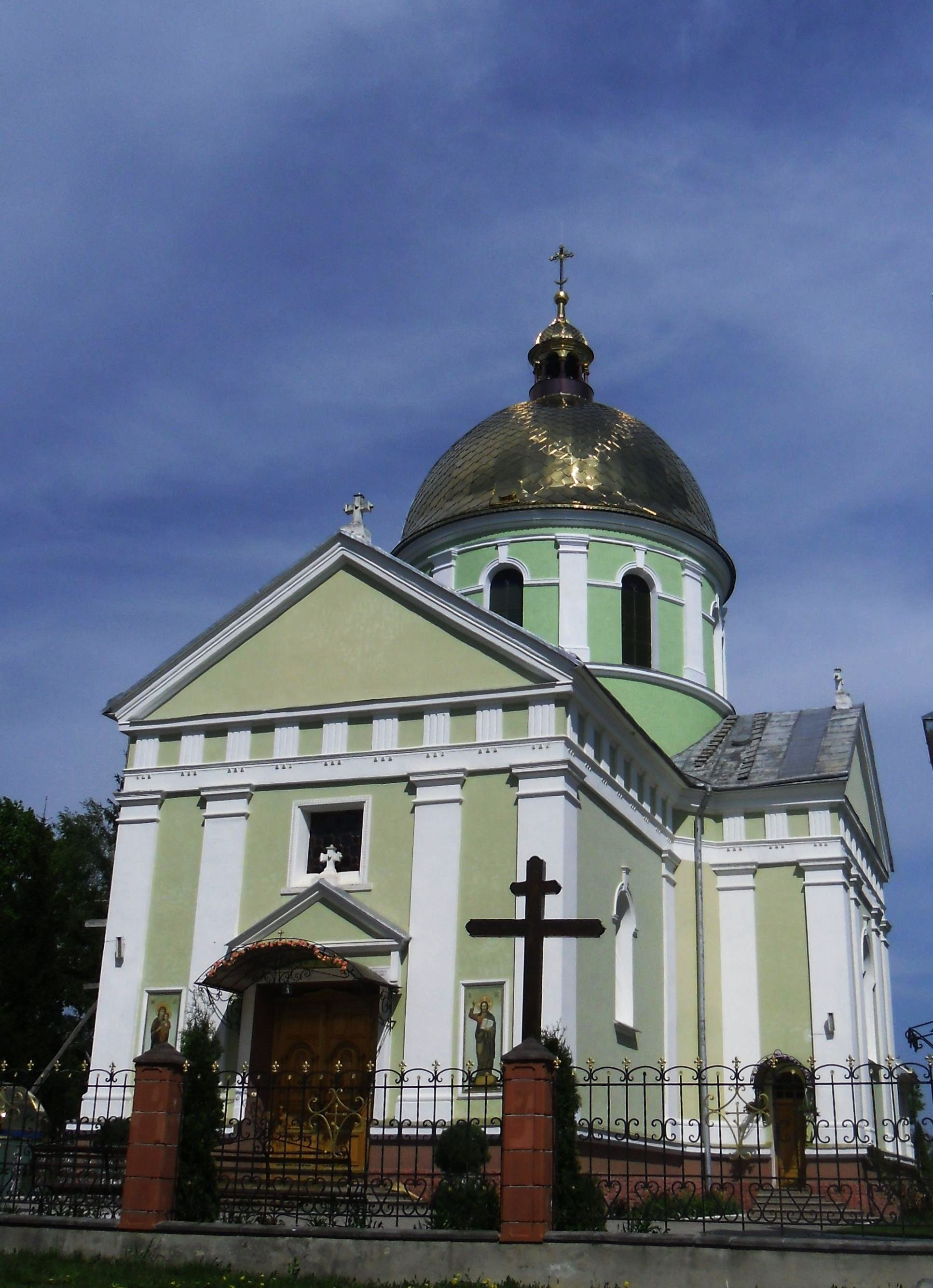
Семеновская церковь